# Reino Unido en los Juegos Olímpicos de Atlanta 1996
El Reino Unido estuvo representado en los Juegos Olímpicos de Atlanta 1996 por un total de 300 deportistas que compitieron en 22 deportes.  
El portador de la bandera en la ceremonia de apertura fue el remero Steve Redgrave.

## Medallistas
El equipo olímpico británico obtuvo las siguientes medallas:
| Nombre                                                        | Deporte          | Competición                |
| ------------------------------------------------------------- | ---------------- | -------------------------- |
| Oro                                                           |                  |                            |
| Matthew Pinsent Steve Redgrave                                | Remo             | Dos sin timonel (M2-) M    |
| Plata                                                         |                  |                            |
| Roger Black                                                   | Atletismo        | 400 m M                    |
| Iwan Thomas Jamie Baulch Mark Richardson Roger Black          | Atletismo        | 4 × 400 m M                |
| Steve Backley                                                 | Atletismo        | Jabalina M                 |
| Jonathan Edwards                                              | Atletismo        | Triple salto M             |
| Paul Palmer                                                   | Natación         | 400 m libre M              |
| Neil Broad Tim Henman                                         | Tenis            | Dobles M                   |
| Ben Ainslie                                                   | Vela             | Laser M                    |
| John Merricks Ian Walker                                      | Vela             | 470 M                      |
| Bronce                                                        |                  |                            |
| Denise Lewis                                                  | Atletismo        | Heptatlón F                |
| Steve Smith                                                   | Atletismo        | Salto de altura M          |
| Maximilian Sciandri                                           | Ciclismo en ruta | Ruta M                     |
| Chris Boardman                                                | Ciclismo en ruta | Contrarreloj M             |
| Graeme Smith                                                  | Natación         | 1500 m libre M             |
| Gregory Searle Jonathan Searle Rupert Obholzer Timothy Foster | Remo             | Cuatro sin timonel (M4-) M |